# Kris Allen
Kristopher Neil Allen (Jacksonville, 21 giugno 1985) è un cantautore e musicista statunitense.
È diventato noto dopo aver vinto l'ottava edizione di American Idol, talent show statunitense. Precedentemente alla partecipazione al programma nel 2007 ha pubblicato un album auto-prodotto intitolato Brand New Shoes.

## Biografia
Allen è nato a Jacksonville (Arkansas) da Kimberly e Neil Allen. È il più grande di due fratelli; suo fratello minore, Daniel, è allenatore di cheerleader in un college. Ha partecipato a molti lavori missionari in molti paesi del mondo, incluse Birmania, Marocco, Mozambico, Sud Africa, Spagna e Thailandia. L'amico, anche lui concorrente nella stessa edizione del talent Adam Lambert ha descritto Allen come "non molto religioso, non so come gli sia stata attribuita quell'etichetta" dicendo che "è di mentalità molto aperta agli stili di vita delle altre persone e non giudica".
Iniziò ad interessarsi alla musica fin da giovane. Iniziò a suonare la viola alle scuole elementari e finì per suonare lo strumento nella orchestra della Mills University Studies High School, vincendo successivamente un posto nell'orchestra dell'stato dell'Arkansas. In più Allen ha imparato a suonare la chitarra come autodidatta all'età di 13 anni, e sa suonare il piano. Le sue influenze musicali, come affermato da lui durante i confessionali nel corso di American Idol, includono i Beatles, Jamie Cullum, Jason Mraz, John Mayer e Michael Jackson. Egli ha descritto la sua decisione di presentarsi alle audizioni per American Idol come ultima chance prima di abbandonare la carriera musicale.
Il 17 novembre 2009 ha pubblicato l'omonimo album di debutto Kris Allen tramite l'etichetta Jive Records. L'album è entrato alla posizione numero 11 della classifica album statunitense (Billboard 200) vendendo 80 000 copie. Il primo singolo estratto dall'album, Live Like We're Dying, è stato pubblicato il 21 settembre 2009 e ha raggiunto la posizione 23 nella classifica americana.
Nel suo disco d'esordio ha collaborato con David Hodges, Jon Foreman, Salaam Remi e altri.
The Vision of Love viene annunciato come brano estratto dal secondo album dell'artista, nel marzo 2012. Il titolo del secondo album è Thank You Camellia ed è uscito nel maggio 2012.
Nel gennaio 2014 Allen ritorna in studio con il produttore Charlie Peacock e inizia a lavorare per il terzo album a Nashville. Nell'agosto dello stesso anno, anticipato dal singolo Prove It to You, esce Horizons per l'etichetta DogBear Records.
Per la stessa etichetta discografica indipendente, la DogBear, nel marzo 2016, viene diffuso Letting You In, quinto disco del cantautore. Il singolo di lancio è Waves, uscito nel febbraio 2016.

### Vita privata
Allen ha sposato la sua ragazza, Katherine "Katy" O'Connell, il 26 settembre 2008. I due hanno iniziato a frequentarsi dal primo anno di scuola superiore di Allen.

## American Idol

### Performance/Risultati
| Settimana            | Tema                                                               | Canzone scelta                                        | Artista originale                                | Ordine esibizione | Risultato |
| -------------------- | ------------------------------------------------------------------ | ----------------------------------------------------- | ------------------------------------------------ | ----------------- | --------- |
| Audizione            | Scelta del candidato                                               | "A Song for You"                                      | Leon Russell/Donny Hathaway                      | N/A               | Passato   |
| Hollywood            | First Solo                                                         | "For Once in My Life"                                 | Stevie Wonder                                    | N/A               | Passato   |
| Hollywood            | Performance di gruppo                                              | "I Want You Back"                                     | The Jackson 5                                    | N/A               | Passato   |
| Hollywood            | Second Solo                                                        | "Everything"                                          | Michael Bublé                                    | N/A               | Passato   |
| Top 36/ Semi-Final 2 | Billboard Hot 100 Hits to Date                                     | "Man in the Mirror"                                   | Michael Jackson                                  | 6                 | Passato   |
| Top 13               | Michael Jackson                                                    | "Remember the Time"                                   | Michael Jackson                                  | 6                 | Salvo     |
| Top 11               | Grand Ole Opry                                                     | "Make You Feel My Love"                               | Bob Dylan                                        | 3                 | Salvo     |
| Top 10               | Motown                                                             | "How Sweet It Is (To Be Loved by You)"                | Marvin Gaye                                      | 2                 | Salvo     |
| Top 9                | Top Downloads                                                      | "Ain't No Sunshine"                                   | Bill Withers                                     | 9                 | Salvo     |
| Top 8                | Year They Were Born                                                | "All She Wants to Do Is Dance"                        | Don Henley                                       | 2                 | Safe      |
| Top 7                | Songs from the Cinema                                              | "Falling Slowly" - Once                               | Glen Hansard & Markéta Irglová                   | 6                 | Salvo     |
| Top 71               | Disco                                                              | "She Works Hard for the Money"                        | Donna Summer                                     | 2                 | Salvo     |
| Top 5                | Rat Pack Standards                                                 | "The Way You Look Tonight"                            | Frank Sinatra                                    | 1                 | Ultimi 3  |
| Top 4                | Rock and roll duetto Solo                                          | "Renegade" with Danny Gokey "Come Together"           | Styx The Beatles                                 | 3 4               | Salvo2    |
| Top 3                | Scelta dei giudici3 Scelta del candidato                           | "Apologize" Heartless"                                | OneRepublic Kanye West                           | 2 5               | Salvo     |
| Top 2                | Scelta del candidato Scelta di Simon Fuller Canzone di coronazione | "Ain't No Sunshine" "What's Going On" "No Boundaries" | Bill Withers Marvin Gaye Kris Allen/Adam Lambert | 2 4 6             | Vincitore |

- 1Visto che i giudici decisero di salvare Matt Giraud, la Top 7 rimase intatta per un'altra settimana.
- 2Venne solo annunciato che Allison Iraheta era la partecipante che aveva ricevuto meno voti. I concorrenti salvi sono stati annunciati in ordine casuale.
- 3Canzone scelta da Randy Jackson e Kara DioGuardi.

## Discografia

### Album studio
- 2007 - Brand New Shoes
- 2009 - Kris Allen
- 2012 - Thank You Camellia
- 2014 - Horizons
- 2016 - Letting You In

### Singoli
- 2009 - No Boundaries
- 2009 - Live Like We're Dying
- 2010 - The Truth (feat. Pat Monahan)
- 2010 - Alright with Me
- 2012 - The Vision of Love
- 2014 - Prove It to You
- 2016 - Waves

### Video musicali
| Anno | Canzone                 | Regista         |
| ---- | ----------------------- | --------------- |
| 2009 | "Live Like We're Dying" | Marco Puig      |
| 2010 | "The Truth"             | Aaron Platt     |
| 2010 | "Alright with Me"       | Matthew Leonard |
| 2012 | "The Vision of Love"    | Lenny Bass      |
| 2016 | "Waves"                 | Matt Delisi     |